# Daniel García Andújar
 (novembre 2011).
Si vous disposez d'ouvrages ou d'articles de référence ou si vous connaissez des sites web de qualité traitant du thème abordé ici, merci de compléter l'article en donnant les références utiles à sa vérifiabilité et en les liant à la section « Notes et références ».
Daniel García Andújar, né en 1966 à Almoradí (Espagne) Basé à Barcelone, il est le fondateur du Technologies To The People.

## Biographie
Artiste multimédia, activiste, son travail se déroule dans le domaine de l'art vidéo et l'un des fondateurs au début des années 1990 du mouvement Net.art. Membres un délai de irational.org (art de référence internationale nette) et directeur de nombreux projets Internet et des ateliers. Son travail a été largement exposé, entre autres au Musée national centre d'art Reina Sofía, à la Biennale de Venise, à la Manifesta, à la Documenta 14. Il a dirigé de nombreux ateliers pour des artistes et des collectifs sociaux du monde entier.

## Expositions
Depuis 1992, le couple a exposé en solo ou collectivement en Espagne et à l'international.
- 2006 : Postcapital, Palau de la Virreina, Barcelona
- 2008 : Unrecorded, Akbank Sanat, Istanbul    Organisée par  Basak Senova
- 2009 : Postcapital. Archive 1989 - 2001,  Württembergischer Kunstverein, Stuttgart [1]
- 2009 : Postcapital. Archive 1989 - 2001, Iberia Art Center, Pékin. Organisée par Valentin Roma
- 2009 : Pavillon Catalan, 53. Biennale de Venise. Organisée par Valentin Roma
- 2010 : Postkapital Arşiv 1989-2001 Sedat Yazici Riva Foundation for Education, Culture and Art, Istanbul[2] Organisée par  Basak Senova
- 2010 : BARCELONA – VALÈNCIA – PALMA. Centre de Cultura Contemporània de Barcelona. organisée par  Ignasi Aballí, Melcior Comes and Vicent Sanchis
- 2010 : Postcapital Archive (1989 – 2001) . Total Museum of Contemporary Art, Seoul. Organisée par Nathalie Boseul Shin, Hans D. Christ -South Korea
- 2010 : Postcapital Archive (1989-2001) La comunidad inconfesable, Bòlit, Centre d’Art Contemporani, Girona. Organisée par Valentin Roma
- 2010 : The Wall. Postcapital Archive (1989-2001), Espai Visor, Valencia
- 2015 : Naturaleza vigilada / Überwachte Natur, Museo Vostell Malpartida[3].